# 2922 Dikanʹka
2922 Dikanʹka este un asteroid din centura principală, descoperit pe 1 aprilie 1976 de Nikolai Cernîh.